# Frida Kahlo
Frida Kahlo, vlastním jménem Magdalena Carmen Frida Kahlo y Calderón, (6. července 1907 Coyoacán, Mexico City – 13. července 1954) byla mexická malířka z počátku 20. století. Malovala ve stylu původní mexické kultury, kterou mísila s prvky realismu, symbolismu a surrealismu. Jako mnozí surrealističtí umělci aktivně podporovala komunismus. Byla ženou mexického malíře Diega Rivery a milenkou komunistického revolucionáře Lva Trockého. Vytvořila 143 maleb, 55 z nich jsou autoportréty. Na otázku, proč maluje tolik autoportrétů, odpověděla: „Protože jsem tak často sama, protože já jsem subjekt, který znám nejlépe.“

## Biografie

### Dětství
Frida Kahlo se narodila 6. července 1907 jako Magdalena Carmen Frida Kahlo y Calderón v Coyoacán v Mexiku a byla jednou ze čtyř dcer narozených maďarsko-židovskému otci a matce španělsko-mexicko-indiánského původu.
Frida překonala dětskou obrnu a v patnácti letech nastoupila do léčebného programu. Její léčba ale skončila už za tři roky, kdy byla vážně zraněna při havárii autobusu. Po nehodě strávila více než rok na lůžku, zotavovala se ze zlomeniny páteře, klíční kosti, žeber, pánve, ramena a zranění nohou. I přes velké množství provedených operací Kahlo strávila zbytek života v neustálých bolestech.

### Počátky malby
Během rekonvalescence začala Kahlo tvořit olejomalby. Nejčastěji šlo o autoportréty, úmyslně naivní, malované jasnými barvami a plochými formami mexického lidového umění, které jí bylo blízké. Nad postelí měla připevněné zrcadlo, aby se viděla, když musela ležet.  V 21 letech se zamilovala do mexického muralisty Diega Rivery, který byl o 20 let starší, a roku 1929 se vzali. Jejich manželství bylo velmi bouřlivé, přetrvalo nevěry, tlak Riverovy kariéry, rozvod a následně druhý sňatek, její chabé zdraví a také neschopnost mít děti v důsledku nehody v autobusu. Pár spolu cestoval do Spojených států amerických a Francie, kde se Kahlo seznámila s významnými osobnostmi ze světa umění a politiky. První vlastní výstavu měla Frida Kahlo v roce 1938 v galerii Julien Levy v New Yorku. Až v roce 1940 si Kahlo užívala značného úspěchu, mnohem slavnější se ale stala až po své smrti.
Během svého pobytu v New Yorku se seznámila s maďarsko-americkým fotografem Nickolasem Murayem, který pořídil desítky portrétních černobílých i barevných fotografií. Murayovy portréty se staly nejznámějšími snímky umělkyně.

### Marxismus
Frida i její manžel Diego byli velmi aktivními členy komunistické strany v Mexiku. V červenci 1954 se Frida naposledy objevila ve veřejném vystoupení, když se účastnila komunistické pouliční demonstrace.

### Smrt
Během svého života musela postoupit více než 30 operací, brala velké množství léků. Ke konci života byla závislá na morfiu a alkoholu. Krátce po její první samostatné výstavě v roce 1953 jí musela být amputována noha. To ji psychicky zlomilo a pomýšlela dokonce na sebevraždu. Zemřela 13. července 1954, ve věku 47 let. 

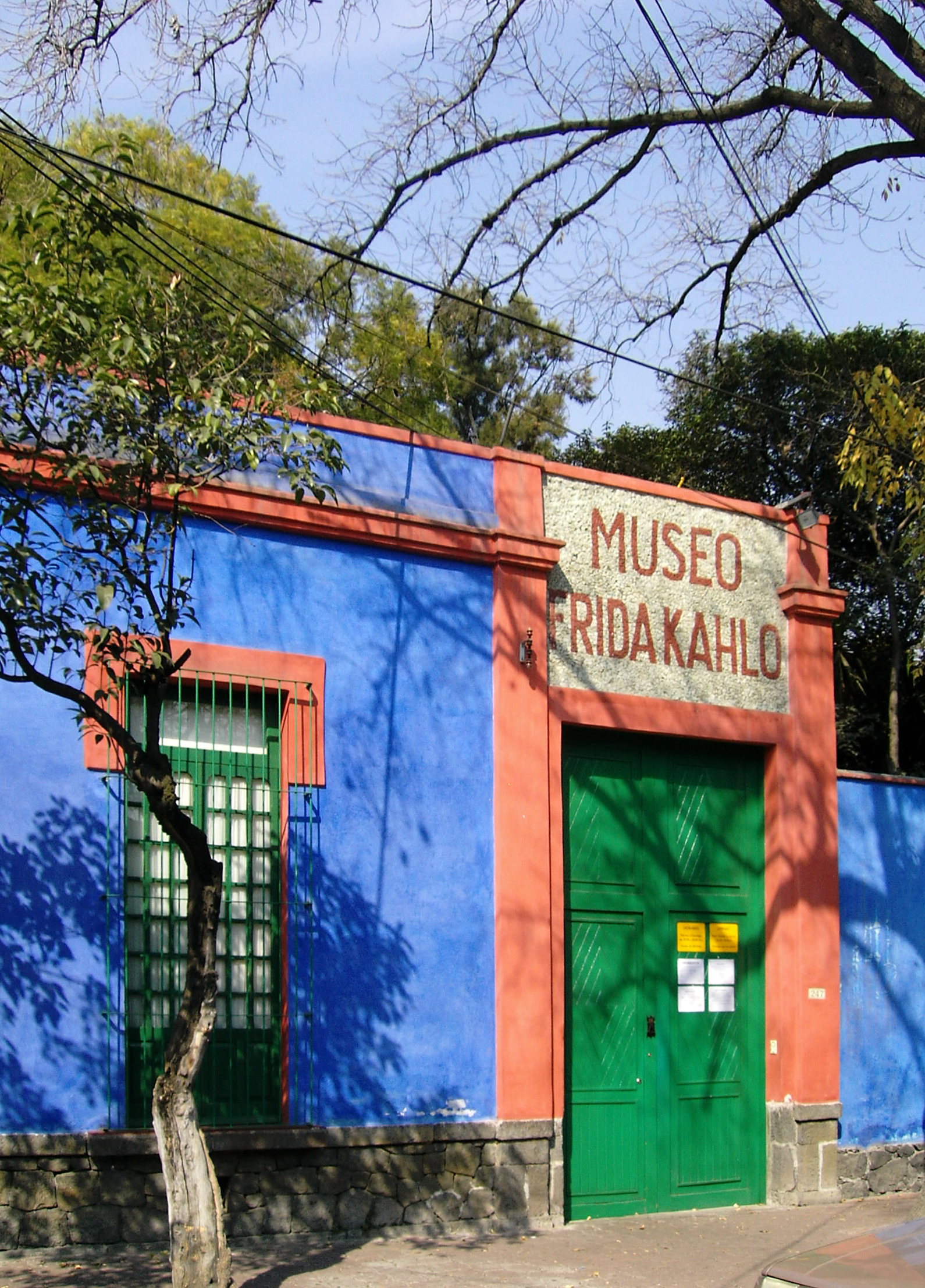
Modrý dům – Muzeum Fridy Kahlo

Když se jí jednou ptali, co udělat s jejím tělem, až zemře, odpověděla: „Spalte ho… Nechci být pochovaná. Strávila jsem příliš mnoho času vleže… jen ho spalte!“[zdroj?]
Frida Kahlo věděla, jak dát svým obdivovatelům poslední sbohem. Během jejího pohřbu způsobil výbuch hořlaviny v otevřené spalovací peci narovnání jejího těla. Vlasy jí hořely a zářily jako svatozář. Její poslední zápisek do deníku zněl: „Doufám, že konec je radostný – a doufám, že se nikdy nevrátím. Frida.“[zdroj?]
Její pozůstatky jsou uloženy v urně a vystavené v Modrém domě, který sdílela spolu se svým manželem Diegem Riverou. Rok po její smrti věnoval Rivera dům mexické vládě, aby se z něj stalo muzeum. Dvanáctého července 1958 byl Modrý dům oficiálně otevřen jako Muzeum Fridy Kahlo.

## Fotografie Fridy Kahlo

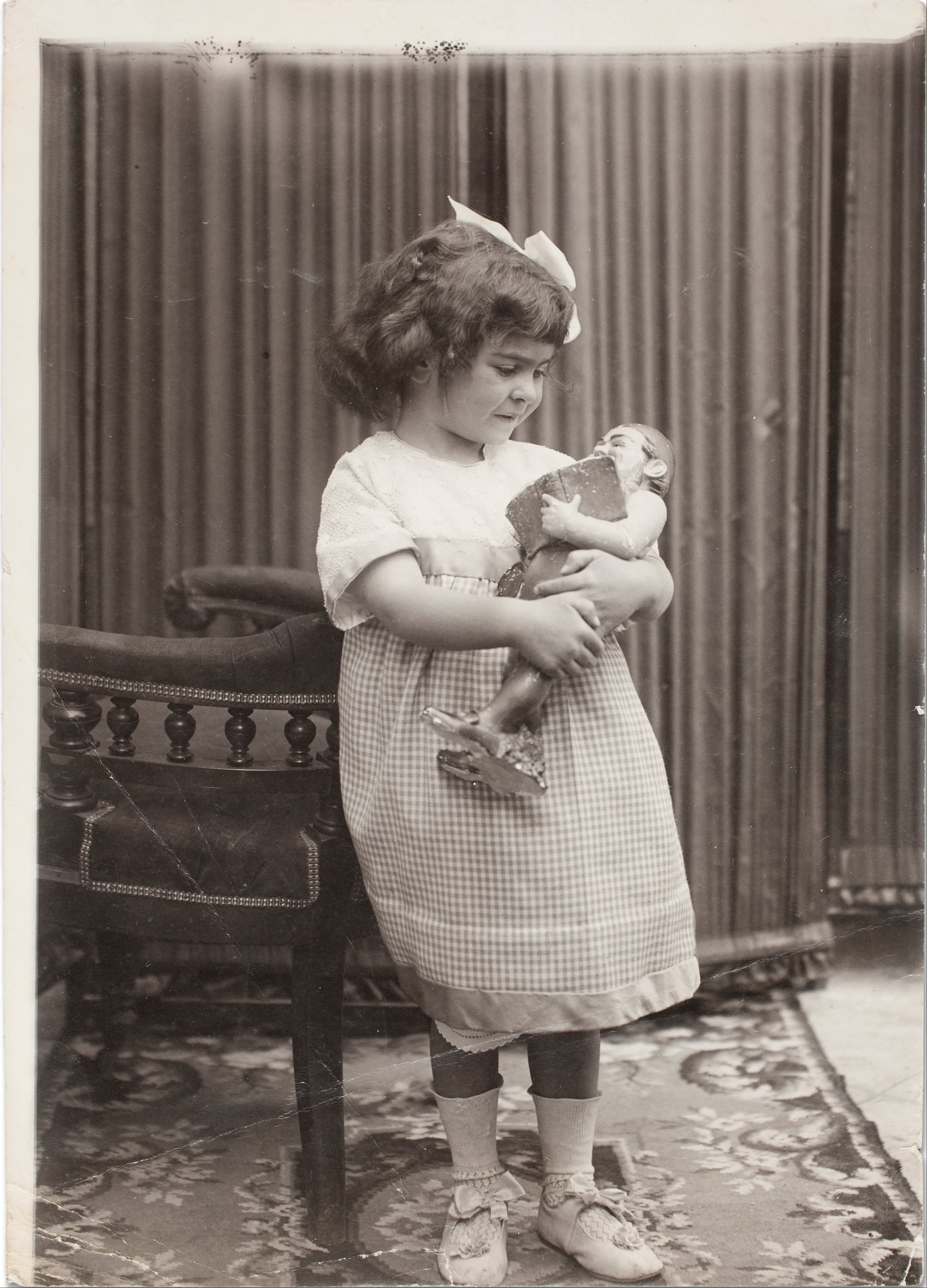
Frida (6 let)
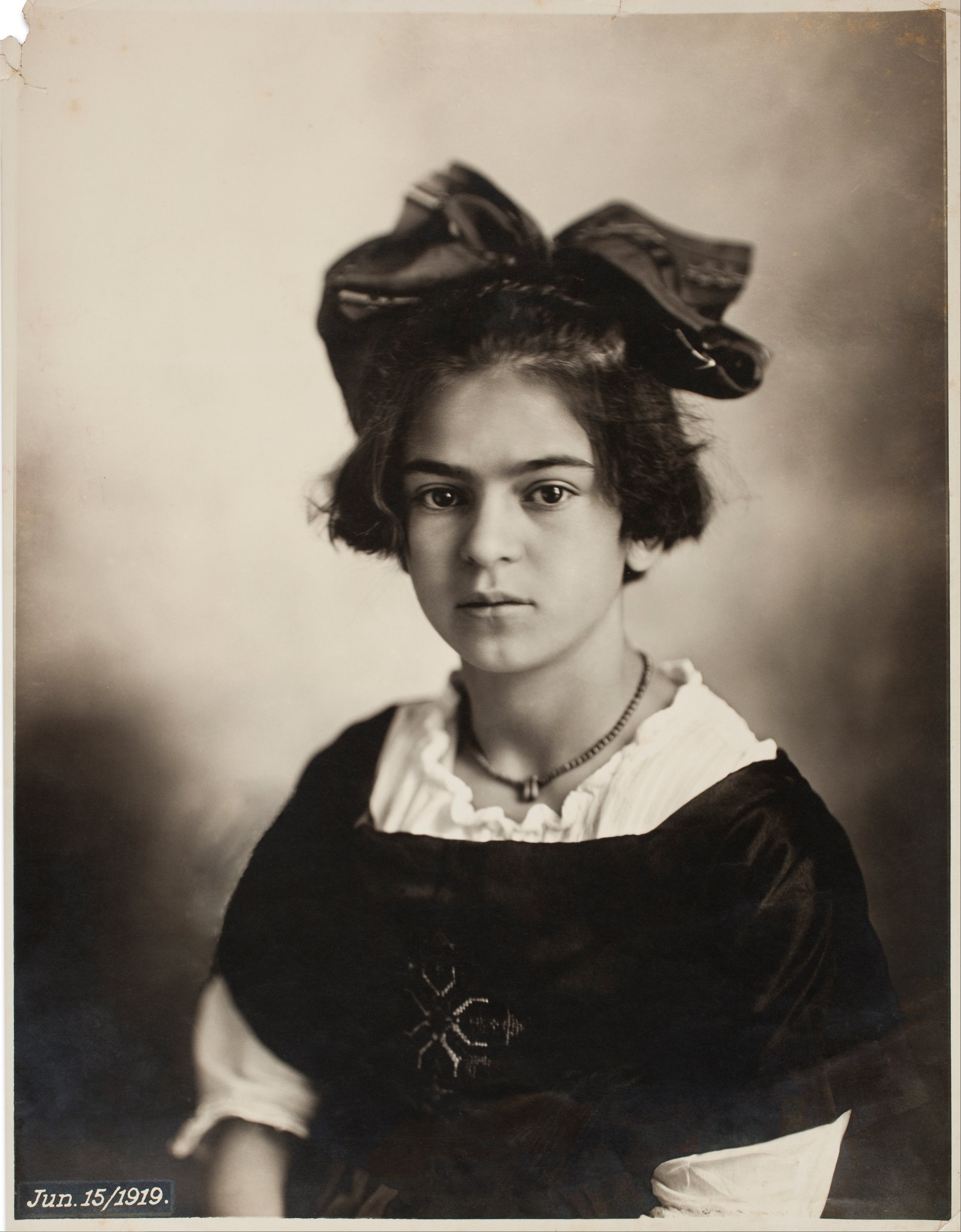
Frida (12 let)
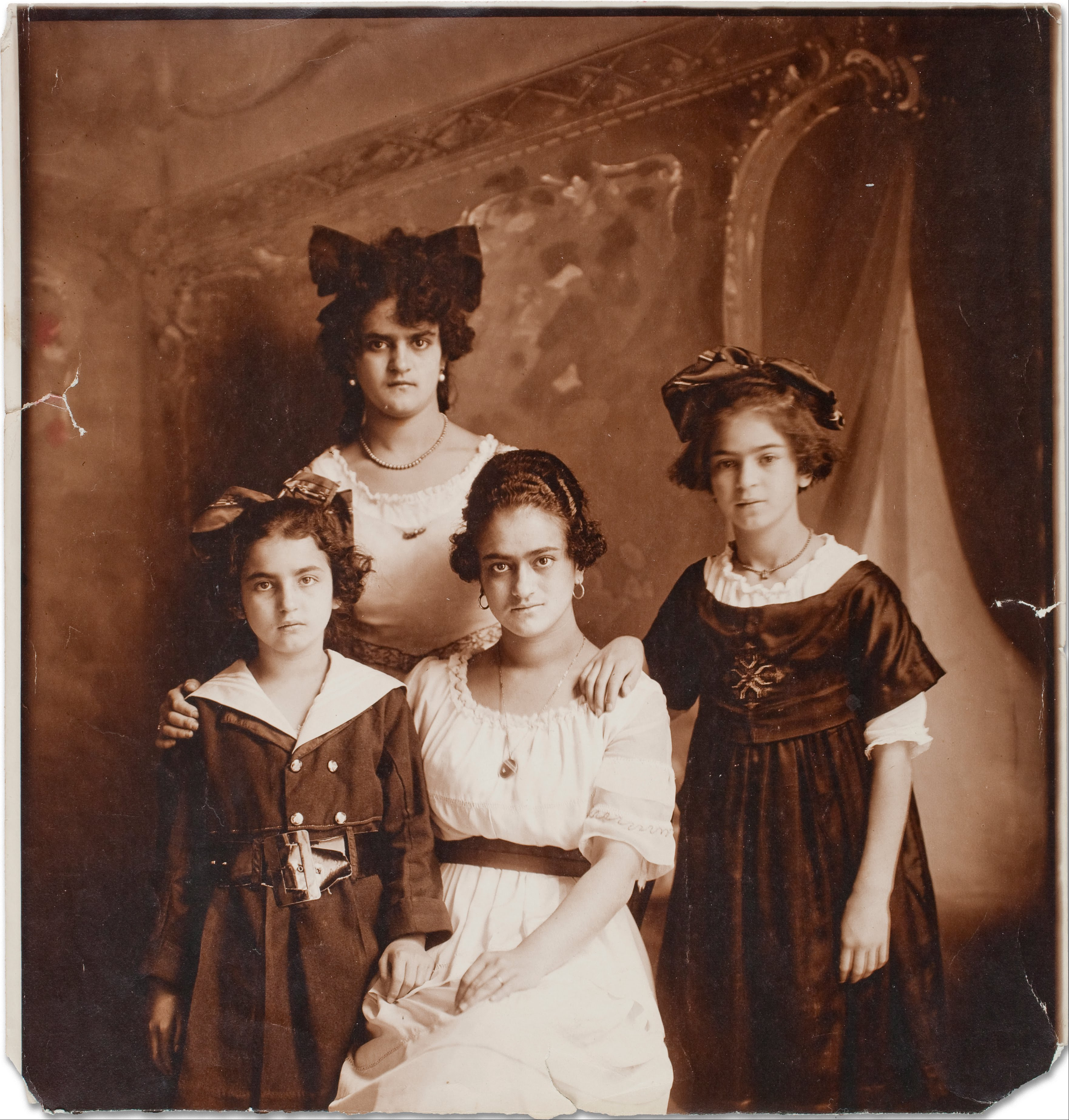
Matilde, Adriana, Frida (12 let) a Cristina Kahlo
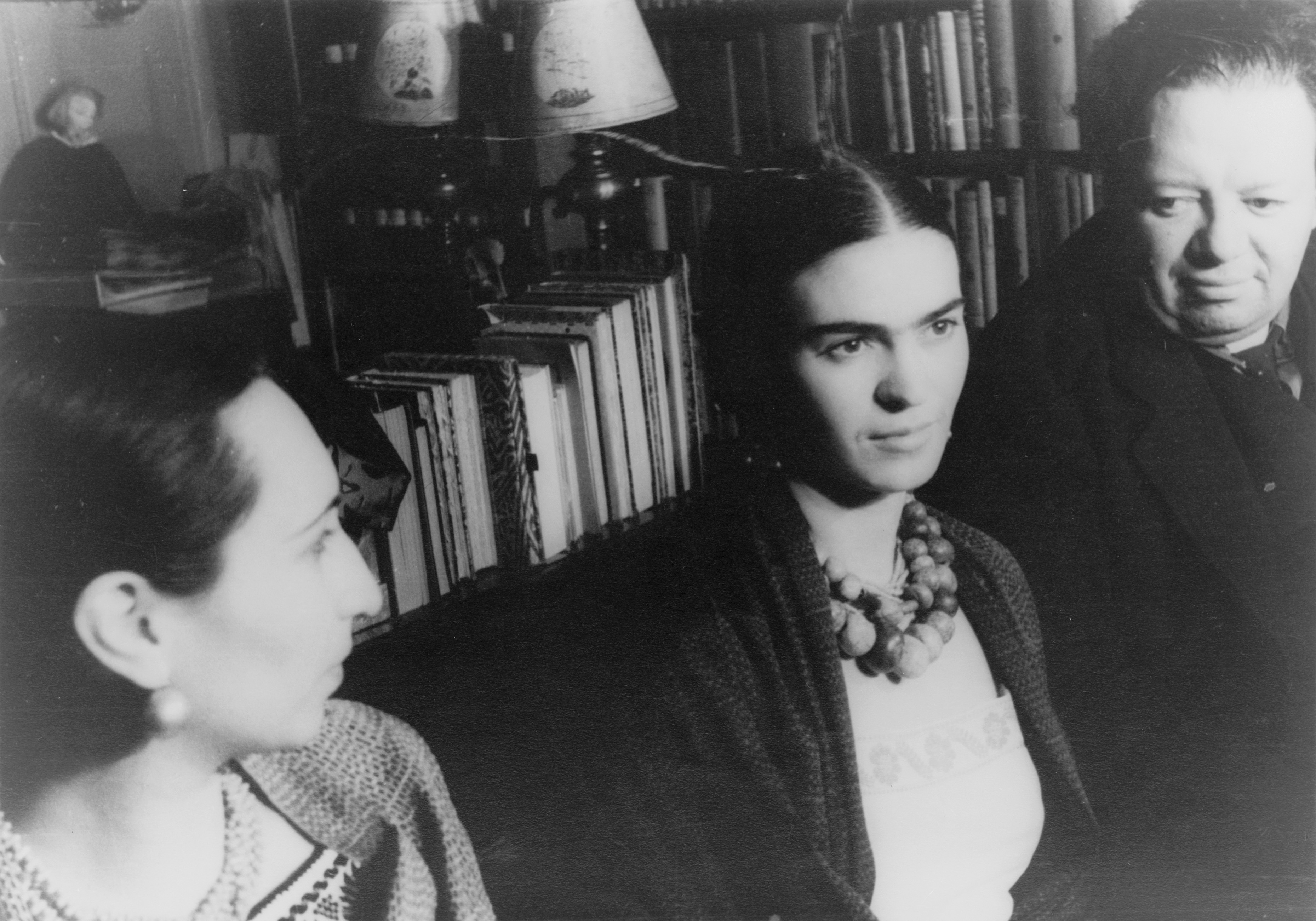
Malu Block, Frida Kahlo (25 let) a Diego Rivera
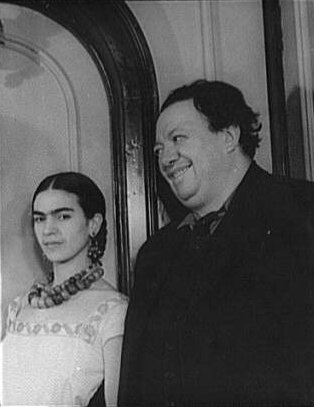
Frida (25 let) s Diegem Riverou

## Výtvarné dílo

### Dílo deníkem
Každé z Fridiných děl bylo její zkratkovitou biografií. Za svůj život vytvořila přes 200 olejomaleb, akvarelů a kreseb a převážná většina z nich byly autoportréty. Frida Kahlo se vždy bránila tomu, aby byla označována za surrealistickou malířku, ačkoliv k tomuto označení její tvorba vybízela. Argumentovala tím, že nezaznamenává sny, nýbrž realitu. Po celý svůj život stála ve stínu svého slavnějšího manžela, změnilo se to až po její smrti. Je příkladem ženské síly a stala se velkou inspirací pro feministické hnutí, byla průkopnicí tzv. „ženské estetiky“.
Klíčové pro její tvorbu bylo chápání vlastní identity, chápání sebe samé jako mestizy (míšenky), ženy evropských a mexických kořenů. Dilema identifikace je esenciální pro chápání jejích děl. Tento rozpor je patrný v obraze Dvě Fridy z roku 1939, na němž jsou vyobrazeny dvě podobizny této malířky. Na jedné židli sedí v tradičních evropských krajkových šatech, postava na druhé židli je zase oblečená do oděvu typického pro Tijuanu.

### Mexická kultura
Identifikace s mexickou kulturou je patrná i v jiném kontextu. Frida s Riverou žili po několik let ve Spojených státech, poznali spoustu významných osobností, ale nikdy se doopravdy nesžili s americkou kulturou. Tento odkaz je vepsán do obrazu s názvem Self Portrait on the Border Between Mexico and the United States (Autoportrét na hranici Mexika a USA) z roku 1932, kde stojí rozpolcená Frida zmítající se mezi dvěma světy; jasně zde znázorňuje své mexické kořeny.

### Bolest
Malováním obrazů se také vyrovnávala s neskutečnými bolestmi, které jí od její nehody sužovaly. Známý je obraz Broken Column (Zlomený sloup) (1944), na kterém je vyobrazena s rozeklanou hrudí, hřebíky jako symbolem bolesti napíchanými po celém těle a slzami stékajícími po tvářích.
Každým z obrazů vyjadřovala své potřeby a touhy, byly prostředkem, jak se vypořádat se svým zoufalstvím, osaměním a častými depresemi. Objevoval se v nich strach, touha po dítěti, bolest i zoufalství z divokého vztahu s Riverou. Jejich manželství bylo vášnivé, poznamenané neustálými rozchody a udobřováním. V jejích obrazech je patrná adorace Diega, například na obraze s názvem Frida a Diego Rivera (1931) je jeho postava vyobrazena znatelně vyšší a mohutnější než postava Fridy a je v něm hmatatelný její obdiv k tomuto muži. Diego Rivera byl ústředním motivem mnoha Fridiných obrazů, například oleje s názvem Diego and I (Diego a já) z roku 1949. Jde o Fridin autoportrét, kde je Diego vyobrazen v roli „třetího oka“ ve středu jejího čela.

### Tradice
Její dílo je propojením aztéckých tradic s křesťanskými. Jde například o obraz z roku 1940 Self Portrait with Thorn Necklace and Hummingbird (Autoportrét s trnovým náhrdelníkem a kolibříkem), na němž má Kahlo na krku náhrdelník z trní (symbol bolesti), který může evokovat Kristovu trnovou korunu. Na konci náhrdelníku jakoby jeho přívěšek visí kolibřík, který má v mexické kultuře hned několik symbolických významů: je symbolem-talismanem pro štěstí v lásce i symbolem aztéckého boha války. Nicméně kolibřík na trnovém náhrdelníku, který Fridě zraňuje kůži do krve, je autorkou namalován jako mrtvý.

### Marxismus v malbě
V posledním roce svého života zařadila Frida do své tvorby i marxistickou tematiku. Jako velká stoupenkyně komunistického režimu podpořila v roce 1954 své přesvědčení například obrazem Self Portrait with Stalin (Autoportrét se Stalinem), na němž je vyobrazena s velkým obrazem Stalina za zády, nebo Marxism Will Give Health to the Sick (Marxismus dá zdraví nemocným) ze stejného roku. Kahlo věřila, že ji její politické smýšlení může uzdravit a osvobodit. Její poslední obrazy už nebyly tak precizní, jsou charakteristické tenkými tahy štětcem a nejasnými detaily.

## Přínos díla Fridy Kahlo pro feministickou teorii
Osobnosti Fridy Kahlo a jejímu dílu začala být věnována celosvětová pozornost od osmdesátých let 20. století v souvislosti s rozvojem feministického hnutí. Výstavu, která byla v roce 2007 uspořádána v Mexico City u příležitosti stého výročí narození Fridy Kahlo, zhlédlo za dva měsíce více než 360 000 návštěvníků. 
V roce 2002 byl o Fridě Kahlo natočen biografický film v americko-mexické koprodukci nazvaný Frida, v hlavní roli se Salmou Hayek.  Výběr z jejích deníků, korespondence, úvah o malířství a dalších textů byl vydán knižně a sama Frida se stala hrdinkou několika beletrizovaných biografií. Osud Fridy Kahlo se stal inspirací pro vznik dvou oper, baletu a několika divadelních her. 